# Lithophyllum uvaria
Lithophyllum  uvaria M. Lemoine, 1924  é o nome botânico  de uma espécie de algas vermelhas pluricelulares do gênero Lithophyllum, família Corallinaceae.
- São algas marinhas encontradas em Indre-et-Loire, França.

## Sinonímia
- Nullipora uvaria  Michelin, 1840